# Sun (Louisiana)
Sun és una població dels Estats Units a l'estat de Louisiana. Segons el cens del 2000 tenia 471 habitants.

## Demografia
Segons el cens del 2000, Sun tenia 471 habitants, 193 habitatges, i 134 famílies. La densitat de població era de 42,1 habitants/km².
Per edats la població es repartia de la següent manera: un 22,5% tenia menys de 18 anys, un 7,9% entre 18 i 24, un 28% entre 25 i 44, un 28% de 45 a 60 i un 13,6% 65 anys o més.
L'edat mediana era de 41 anys. Per cada 100 dones de 18 o més anys hi havia 99,5 homes.
La renda mediana per habitatge era de 25.833 $ i la renda mediana per família de 29.750 $. Els homes tenien una renda mediana de 29.286 $ mentre que les dones 18.929 $. La renda per capita de la població era de 12.391 $. Entorn de l'11,8% de les famílies i el 20,8% de la població estaven per davall del llindar de pobresa.

## Poblacions més properes
El següent diagrama mostra les poblacions més properes.